# Octarrhena bilabrata
Octarrhena bilabrata là một loài thực vật có hoa trong họ Lan. Loài này được (P.Royen) W.Kittr. mô tả khoa học đầu tiên năm 1984.